# Варзов
Варзов (нем. Warsow) — община в Германии, в земле Мекленбург-Передняя Померания.
Входит в состав района Людвигслуст. Подчиняется управлению Штралендорф. Население составляет 656 человек (на 31 декабря 2010 года). Занимает площадь 14,89 км².
Коммуна подразделяется на 3 сельских округа.